# Micrathetis subaquila
Micrathetis subaquila är en fjärilsart som beskrevs av Harvey 1878. Micrathetis subaquila ingår i släktet Micrathetis och familjen nattflyn. Inga underarter finns listade i Catalogue of Life.